# Задунайський Вадим Васильович
Вади́м Васи́льович Задуна́йський (нар. 18 липня 1967, Донецьк) – український історик, доктор історичних наук, професор кафедри історії України Донецького національного університету (2008-2014).  Професор кафедри  світової історії нового і новітнього часу Українського католицького університету. Професор Ряшівського університету. Член Донецького відділення НТШ.

## Біографія
Вадим Задунайський народився 1967 року в Донецьку. 1984 року закінчив СШ № 48 м. Донецька з відзнакою. У 1984-1991 р. навчався на історичному факультеті Донецького державного університету, який закінчив з відзнакою (червоний диплом) за спеціальністю „Історія”. Захистив магістерську роботу на тему «Воєнне мистецтво Української Галицької Армії та Армії Подністров’я в 1917-1919 роках». Під час навчання в ДонДУ пройшов строкову військову службу у 1987-1989 роках.
1995 року здобув науковий ступінь кандидата історичних наук за спеціальністю „Історія України”. Дисертацію «Збройні Сили УНР (1917-1920 рр.)» захистив 10.03.1995 р. у спеціалізованій раді Донецького державного університету. З 1997 старший викладач,  з 2002 доцент кафедри історії України ДонНУ.
Докторську дисертацію «Військові традиції українських козаків у кінці XIX – на початку ХХ ст. та їх відродження в новітню добу» захистив 24.12.2007 року в спеціалізованій вченій раді Донецького національного університету.
З 2008 по 2014 рік професор кафедри історії України Донецького національного університету. Вчене звання професора кафедри історії України присвоєно 20 січня 2011 року.
З 2012 року професор кафедри світової історії нового і новітнього часу Українського католицького університету.
У червні 2019 року завершив процедуру нострифікації диплому доктора історичних наук як рівнозначного європейському аналогу «Doktor habilitowany w zakresie historii» (Університет імені Адама Міцкевича у Познані. Польща).
З лютого 2022 року професор Ряшівського університету.

## Викладацька діяльність
Основні лекційні курси «Історія України», «Історія Українського Козацтва», «Історія Українського Війська за часів революції 1917-1921 рр.», «Історія Української революції 1917-1921 рр.». «Історія Українського Війська», «Військові традиції козацтва за новітніх часів».
Був членом спеціалізованої Вченої ради Д 11.051.02 Донецького національного університету з захисту докторських та кандидатських дисертацій.
Впродовж 2003-2022 років представляв науково-викладацькі здобутки (доповіді, лекції та окремі курси польською мовою) як запрошений професор у 15 польських вишах, зокрема, Університет ім. Адама Міцкевича у Познані; Університет Марії Кюрі-Склодовської в Любліні, Університет Миколая Коперника; Ягеллонський університет, Ряшівський університет, Варшавський університет, Вроцлавський університет, Гданський університет, Академія національної оборони,  Морська академія в Гдині, а також Католицький університет у Ружомберку (Словаччина).

## Наукова діяльність
Учасник низки міжнародних та всеукраїнських наукових конференцій (Міжнародні конгреси україністів 2002 р. (Чернівці) та 2005 р. (Донецьк); Міжнародна польсько-українська наукова конференція «Від Зборова до НАТО. Відносини польсько-українські від XVII до XXI ст.» (Познань. Польща. 16-17 листопада 2009 р.).
Впродовж 2003-2010 рр. нав’язав науково-просвітницькі контакти (виступав з циклами лекцій і презентаціями наукового доробку та пропагував основи козацького бойового мистецтва) з науковими й навчальними центрами в Польщі (Uniwersytet M.Kopernika w Toruniu; Uniwersytet Gdański, Uniwersytet Warszawski, Uniwersytet A.Mickiewicza w Poznaniu, Uniwersytet Wrocławski, Państwowa Wyższa Szkola Zawodowa im. Witelona w Legnicy; Akademia Obrony Narodowej). Тричі (в 2005, 2007, 2010 рр.) здобував стипендії Kasy im. J. Mianowskiego для наукових досліджень в польських архівах та наукових центрах.
Є одним із ініціаторів сучасного козацького руху в Україні. Очолює козацьке земляцтво «Азовське козацьке військо» та місцеві клуби вивчення козацьких бойових мистецтв.

## Основний науковий доробок
- Задунайський Вадим Васильович. Військові традиції українських козаків у кінці ХІХ – на початку ХХ ст. та їх відродження в новітню добу. : Дис... д-ра наук: 07.00.01 - 2008. [Архівовано 6 березня 2016 у Wayback Machine.]
- Задунайський В.В. Молодіжний козацько-просвітницький рух на Донеччині (1984-2009).Донецьк. 2011. - 242 с.
- Задунайський Вадим Васильович. Бойове мистецтво та військова спадщина українських козаків в кінці XIX - на початку XXI ст. : монографія / Вадим Задунайський ; Донец. нац. ун-т. - Донецк : Норд-Пресс, 2006. - 322, [11] с. : фотогр. - ISBN 966-380-126-3.
- Задунайський Вадим Васильович. Володіння холодною зброєю в українських, російських та польських військових формуваннях (кінець XIX - 30-ті рр. XX ст.) : [монографія] / Задунайський Вадим Васильович ; Донец. нац. ун-т. - Донецьк : Норд-Прес : ДонНу, 2008. - 201 с. - Бібліогр.: с. 190-201. - ISBN 978-966-639-373-2.